# Karl Coupette (Admiral)
Karl Coupette (* 31. Juli 1885 in Spandau; † 17. Februar 1964 in Mülheim) war ein deutscher Marineoffizier, zuletzt Konteradmiral.

## Leben
Coupette war der Sohn des Generalleutnants Carl Friedrich Coupette (1855–1929) und der Maria Elisabeth Hellingrath (1862–1943). Sein jüngerer Bruder Hans Gustav Jakob Coupette (1890–1915) ist im Ersten Weltkrieg bei Hrodna als Leutnant gefallen.
Coupette trat am 1. April 1905 als Seekadett in die Kaiserliche Marine ein und absolvierte seine Grundausbildung auf der Kreuzerfregatte Charlotte. Er kam dann an die Marineschule Mürwik, wo er am 7. April 1906 zum Fähnrich zur See ernannt worden war. Ab 1. Oktober 1907 versah er Dienst auf dem Linienschiff Kaiser Barbarossa, wurde hier am 28. September 1908 zum Leutnant zur See befördert und vom 1. Oktober 1908 bis 14. September 1910 als Funkoffizier auf den Kleinen Kreuzern Danzig und Mainz eingesetzt. Die kommenden zwei Jahre verbrachte er als Adjutant auf dem Linienschiff Hessen, wurde in der Zwischenzeit am 5. September 1911 zum Oberleutnant zur See befördert und kam bis 31. März 1913 auf das Torpedoschulschiff Württemberg. Vom 1. April bis 30. September 1913 war er Kompanieoffizier der I. Werftdivision und wurde anschließend in gleicher Funktion zur Matrosen-Stammabteilung Kiautschou versetzt. Am 12. Januar 1914 erfolgte seine Ausreise nach Tsingtau und seine Verwendung in der Kolonie Kiautschou als Signal- und Funkoffizier sowie Platzmajor.
Nach Ausbruch des Ersten Weltkriegs diente Coupette im Stab des Gouvernements. Nach der Belagerung von Tsingtau und der Einnahme der Stadt durch japanische Truppen befand Coupette sich vom 8. November 1914 bis 26. November 1919 in japanischer Kriegsgefangenschaft. Anschließend fungierte er als Verbindungsoffizier zur Schweizer Gesandtschaft für den Rücktransport deutscher Kriegsgefangener sowie als Mitglied des Deutschen Roten Kreuzes zum Abtransport selbiger aus Sibirien. In dieser Funktion hatte man Coupette am 30. Januar 1920 zum Kapitänleutnant befördert. Das Patent trug als Datum den 24. April 1916.
Am 22. Juli 1920 trat er die Heimreise nach Deutschland an und wurde nach seiner Rückkehr zunächst zur Verfügung der Marinestation der Ostsee gestellt. Man teilte ihn dem Schiffsstamm des zum Leichten Kreuzer umklassifizierten Kleinen Kreuzers Arcona zu und setzte ihn vom 25. Mai 1921 bis 29. September 1922 als Navigationsoffizier auf dem Schiff ein. Er versah dann bis 14. September 1924 als Kompanieoffizier Dienst in der Küstenwehrabteilung sowie bis 26. September 1926 als Erster Offizier auf dem Leichten Kreuzer Amazone. Als Korvettenkapitän (seit 1. April 1925) fungierte er vom 27. September 1926 bis 29. Juli 1929 als Marineverbindungsoffizier zum Wehrkreiskommando VI. Für etwas mehr als zwei Jahre übernahm Coupette dann als Leiter die Reichsmarinedienststelle Stettin und wurde in der Zwischenzeit am 1. April 1930 Fregattenkapitän. Vom 30. September 1931 bis 31. Januar 1934 war er Kommandeur der Schiffstammdivision der Ostsee und in dieser Position am 1. Oktober 1932 Kapitän zur See geworden. Es folgte am 1. Februar 1934 seine Ernennung zum Chef des Stabes des II. Admirals der Ostsee. Coupette fungierte ab 15. Oktober 1935 als Chef der Schiffahrtsabteilung im Allgemeinen Marineamt der Marineleitung (ab 11. Januar 1936 Oberkommando der Kriegsmarine) und wurde am 16. März 1938 in das Reichsverkehrsministerium kommandiert.
Am 31. März 1938 erfolgte unter gleichzeitiger Beförderung zum Konteradmiral seine Verabschiedung aus dem aktiven Dienst und seine Verwendung als Zivilangestellter im Ministerium. Man stellte Coupette am 24. Mai 1939 zur Verfügung der Kriegsmarine, zog ihn jedoch nicht zum aktiven Kriegsdienst heran.

## Auszeichnungen
- Eisernes Kreuz (1914) II. und I. Klasse[2]
- Kolonialabzeichen[2]